# Trudy Kerr
Trudy Kerr (* 3. Januar 1963 in Brisbane) ist eine australische Jazzsängerin.

## Leben und Wirken
Kerr begann mit 17 Jahren professionell in Clubs und auf Festivals an der Ostküste Australiens und im Fernen Osten zu singen und kam 1990 nach London. 1994/95 besuchte sie einen Jazzkurs an der Guildhall School of Music and Drama. Danach bildete sie eine eigene Band mit Musikern der Londoner Jazzszene. Sie spielte regelmäßig in Londoner Jazzclubs (wie Ronnie Scott’s – Ronnie Scott engagierte sie 1995 eine Woche für seinen Club – und bei Pizza in the Park) und auf den lokalen Jazzfestivals.
1997 erschien ihr erstes Album Sweet Surprise, aufgenommen mit ihrem Trio (Phil Peskett, Klavier, Andy Hamilton, Bass, Mark Fletcher, Schlagzeug) und dem Saxophonisten Dave O’Higgins und dem australischen Gitarristen Mark Johns. 1998 folgte das Album Trudy (Jazzizit) mit dem Saxophonisten Mornington Lockett und Acker Bilk (für den sie zuvor am Beginn ihrer Karriere als Sekretärin gearbeitet hatte). Es folgten weitere Alben wie Day Dream (2000) mit Mulgrew Miller.
Sie spielte unter anderem mit Jan Lundgren, Bob Dorough, dem Pianisten Michael Garrick (der sie auf ihrem Album Like Minds von 2009 begleitet) und Jamie Cullum. Ihr reguläres Trio besteht zur Zeit (2012) aus dem Pianisten Tom Cawley, Geoff Gascoyne und dem Schlagzeuger Seb de Krom (der auch Jamie Cullum begleitet). Sie spielte in Tribute-Konzerten zur Erinnerung an Chet Baker und Gerry Mulligan mit dem Trompeter Dick Pearce und dem Saxophonisten Derek Nash. Sie ist mit dem Bassisten Geoff Gascoyne verheiratet. Er arrangierte für Kerr; gemeinsam legten sie 2012 das Album Rhythm of Life mit eigenen Kompositionen vor.
Als Lieblingssängerinnen nennt sie Carmen McRae, Norma Winstone und Nancy Wilson und außerdem Miles Davis und Antônio Carlos Jobim als Einflüsse.
Kerr unterrichtete in Sommerschulen und an der Jazz Academy und am Konservatorium Trinity Laban und (ko)moderiert eine Jazzsendung bei BBC. Mit ihrer Jazzveranstaltungsreihe für Kinder Jazz for Juniors, tourt sie in Großbritannien.

## Lexikalischer Eintrag
- Ian Carr, Digby Fairweather, Brian Priestley: Rough Guide Jazz. Der ultimative Führer zum Jazz. 1800 Bands und Künstler von den Anfängen bis heute. 2., erweiterte und aktualisierte Auflage. Metzler, Stuttgart/Weimar 2004, ISBN 3-476-01892-X.